# Archidiakonat łowicki
Archidiakonat łowicki – jeden z archidiakonatów archidiecezji gnieźnieńskiej w okresie przedrozbiorowym. W 1522 arcybiskup Jan Łaski wydzielił z terenu archidiakonatu łęczyckiego dekanaty bedlneński i rawski, tworząc z nich archidiakonat łowicki. W 1528 arcybiskup odłączył od archidiakonatu łowickiego dekanat bedlneński i ponownie włączył do archidiakonatu łęczyckiego. Pod koniec XVI w. podział dekanalny został zmodyfikowany. Dotychczasowy jedyny  w archidiakonacie dekanat rawski podzielono na 3 mniejsze: rawski, skierniewicki i łowicki. Stan ten utrzymał się do 1818. Wówczas archidiakonat, który po 1815 znalazł się w granicach Królestwa Kongresowego, w związku z reorganizacją podziału administracyjnego kościoła w Królestwie przestał istnieć, a jego obszar włączono do archidiecezji warszawskiej.